# Czesław Józef Niekraszewicz
Czesław Józef Niekraszewicz (ur. 18 maja 1896 w Siedliszczach w powiecie oszmiańskim, zm. 14 maja 1926 w Warszawie) – kapitan obserwator Wojska Polskiego, kawaler Orderu Virtuti Militari.

## Życiorys
Był synem Erazma i Józefy z domu Jastrzębiec-Jankowskiej. Po zdaniu matury w Wilnie 1 stycznia 1916 został powołany do armii rosyjskiej i skierowany do Oficerskiej Szkoły w Kazaniu. Po ukończeniu szkoły w stopniu podporucznika służył w piechocie, a następnie w 12 Batalionie Inżynieryjnym. W końcu 1917 wstąpił do dowodzonej przez generała Wacława Iwaszkiewicza 3 dywizji Strzelców Polskich wchodzącej w skład I Korpusu Polskiego w Rosji. W szeregach dywizji walczył z bolszewikami.
Po zakończeniu I wojny światowej wrócił do Polski i 12 grudnia 1918 wstąpił do Wojska Polskiego. Służył jako dowódca żandarmerii 2 dywizji Litewsko-Białoruskiej.
W lutym 1920 został oddelegowany do Oficerskiej Szkoły Obserwatorów Lotniczych w Toruniu. W czerwcu kończy kurs i jako obserwator został przedzielony do 1 eskadry wywiadowczej. W czasie wojny z bolszewikami wykazywał wielką odwagę i zaangażowanie. Następnie pełnił funkcję adiutanta szefa lotnictwa 2 Armii i I dywizjonu lotniczego, a po zakończeniu działań wojennych adiutanta 1 pułku lotniczego. 3 maja 1922 roku został zweryfikowany w stopniu kapitana ze starszeństwem z 1 czerwca 1919 roku i 97. lokatą w korpusie oficerów aeronautycznych. 18 maja 1925 objął dowództwo 3 eskadry wywiadowczej. Za jego dowództwa eskadrę przemianowano na 13 eskadrę liniową. Jednostką dowodził do 14 maja 1926, dnia swojej śmierci w Warszawie. Został pochowany na cmentarzu Bernardyńskim w Wilnie.

## Ordery i odznaczenia
- Krzyż Srebrny Orderu Wojskowego Virtuti Militari nr 8146 – 27 lipca 1922[6][7]
- Krzyż Walecznych[8][7]
- Polowa Odznaka Obserwatora – pośmiertnie 11 listopada 1928 „za loty bojowe nad nieprzyjacielem w czasie wojny 1918-1920”[9]
- Krzyż Oficerski Orderu "Korony Rumunii"[8]